# Colonia Morelos, Mixquiahuala de Juárez
Colonia Morelos är en ort i Mexiko.   Den ligger i kommunen Mixquiahuala de Juárez och delstaten Hidalgo, i den sydöstra delen av landet, 90 km norr om huvudstaden Mexico City. Colonia Morelos ligger 2 019 meter över havet och antalet invånare är 2 172.
Terrängen runt Colonia Morelos är huvudsakligen kuperad, men åt sydväst är den platt. Runt Colonia Morelos är det ganska tätbefolkat, med 78 invånare per kvadratkilometer. Närmaste större samhälle är Progreso de Alvaro Obregon, 5,8 km nordväst om Colonia Morelos. Omgivningarna runt Colonia Morelos är i huvudsak ett öppet busklandskap.